# Chevrolet Vega
O Chevrolet Vega foi um carro subcompacto, de quatro passageiros produzido pela Chevrolet, divisão da General Motors entre os anos de 1971 e 1977. Desenhado a partir de um rascunho de um time de desenhistas da corporação, durante a presidência de Ed Cole, o Vega foi para linha de produção dois anos depois. Foi oferecido nas versões duas portas: Sedan, Hatch Coupé, Wagon, e Panel Express delivery (Mini utilitário comercial). O motor era equipado com um quatro tempos de quatro cilindros em linha de alumínio que gerava de 80 à 130 cavalos. Em 1974, foram vendidos cerca de 450.000 modelos, sendo no período, um dos 10 carros mais vendidos mo mercado norte-americano. Seus concorrentes eram Ford Pinto e AMC Gremlin.

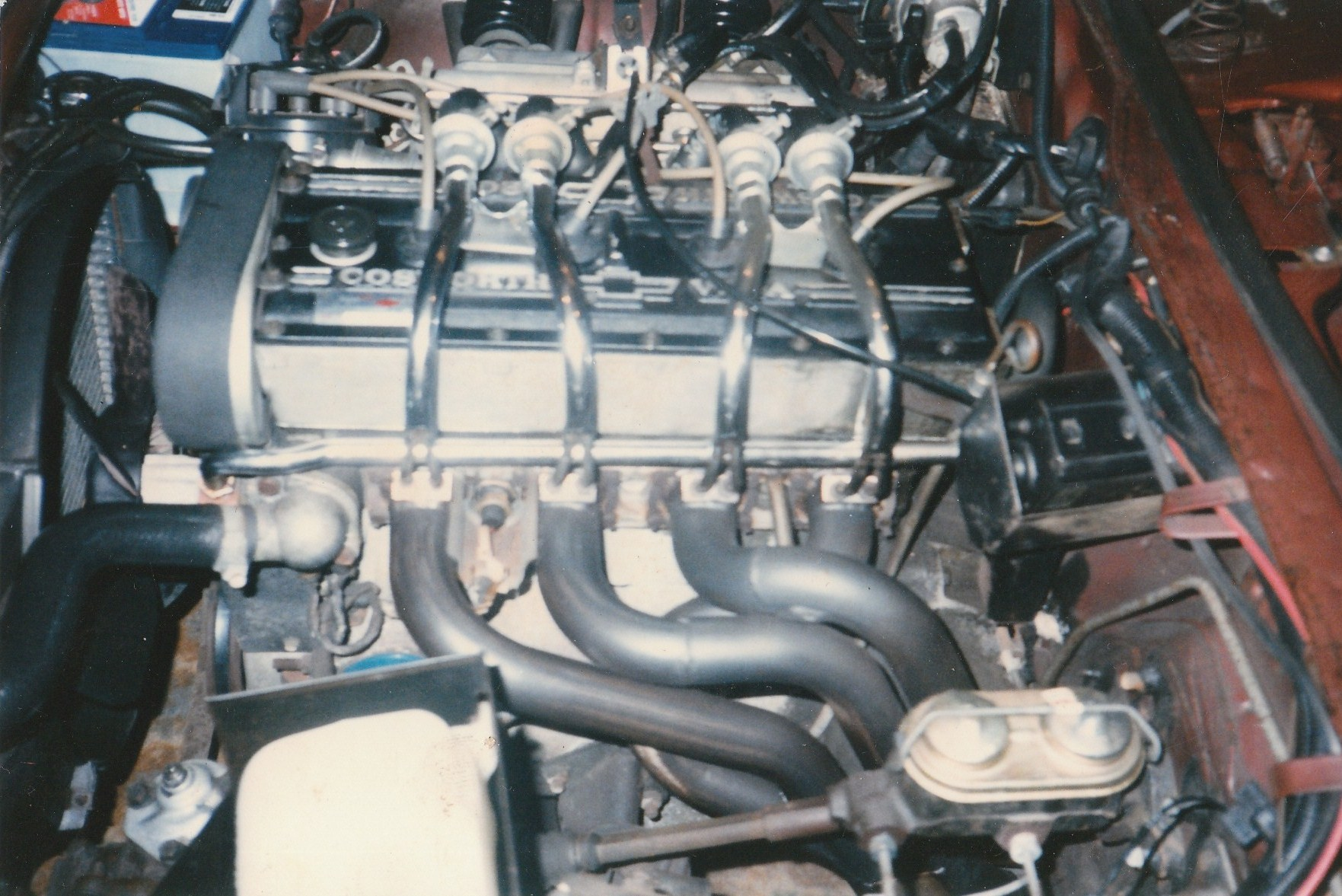
Motor inovando com uso de Alumínio.

O chassi desse modelo foi utilizado em outros veículos da GM como o Monza e outros modelos da GM divisions, mas caiu no gosto público devido o fato de ser fabricado com materiais resistentes à corrosão. No último ano de sua fabricação, foram construídos cerca de 78,000 unidades, que deram continuidade ao modelo Monza, com o mesmo chassi e motor de alumínio após 1977. O Monza e os outros modelos continuaram sendo fabricados até 1980
Uma revista de colecionadores de carros chamada Collectable Automobile Magazine certa vez citou: "Hoje, o Vega é considerado o símbolo de todos os problemas enfrentado por Detroit para os colecionadores de carros da década de 1920", devido o fato de o modelo ter deixado que alguns dos carros antigos, caíssem no esquecimento.